# Begonia brevicyma
Begonia brevicyma là một loài thực vật có hoa trong họ Thu hải đường. Loài này được C.DC. mô tả khoa học đầu tiên năm 1919.